# Львовский автовокзал
Льво́вский авто́бусный вокза́л — вокзал для автобусных междугородных и межгосударственных перевозок во Львове (Украина), на улице Стрыйской, 109.
Построен в 1976—1980 годах. Архитекторы В. Сагайдаковский, М. Столяров, инженеры В. Бойкив и А. Ефремов. Вокзал рассчитан на отправление до 800 пассажиров в час. В соответствии с генеральным планом автовокзал был вынесен на южную окраину города, что обеспечивает возможность выезда в направлении Карпат, а через окружную дорогу в других направлениях.
Объёмно-пространственная структура автовокзала представляет собой трилистник, который формирует три зоны: площадь перед автовокзалом со стороны городской автомагистрали, зону прибытия автобусов и зона их отправления. Со стороны улицы Стрыйской сооружение имеет три этажа с очень развитым козырьком сложной конструкции, который поддерживается железобетонными раскосами около главного входа.
В тыльной стороне автовокзала создан цокольный этаж, где размещены вспомогательные службы, камеры хранения и крытые перроны прибытия и отправления автобусов. На первом этаже находится кассовый зал с выходами на террасы, под которыми размещены перроны. На втором этаже находятся зал ожидания, гостиница, кафе и лестницы на антресоли третьего яруса. В формировании интерьера центральной части автовокзала существенную роль играют конструкции сборно-монолитного кессонного покрытия зала и ригели многопролётных рам.
Центральный Автовокзал Львова является крупнейшим автотранспортным терминалом западной Украины. Отправляет автобусы в  в Польшу, Чехию, Германию, Италию, Венгрию, Словакию, Молдову и некоторые другие страны. Наибольшее количество международных рейсов из Львова отправляется в польские города.
Центральный (Стрыйский) автовокзал города Львова располагается на Стрыйской улице, 109 (тел: 63-24-97, 63-24-73). Территориально находится в восточной части города Львова, в Сыховском районе, оснащен крытыми платформами для отправления автобусов и посадки пассажиров, Отель, а также открытые площадки для задерживающихся либо ожидающих пассажирских автобусов.
Добраться до автовокзала из центральной части города можно примерно за 10-15 минут.
Автовокзал располагается возле оживленной городской улицы Стрыйской, и на полпути от центра города до Кольцевой дороги.
Для того чтобы точнее узнать как можно добраться до автовокзала Львова, лучше пользоваться "интерактивными картами".
Наиболее простым способом которым можно доехать до вокзала - является городской общественный транспорт (автобус номер 18) либо маршрутки (по 18 маршруту).
Маршруты автобусов с центрального автовокзала охватывают многие регионы Украины, но большинство рейсов - пригородные и областные.
Центральный автовокзал Львова имеет высокую категорию от которой зависит уровень обслуживание пассажиров, дополнительный сервис и размер станционного сбора.
Основная география маршрутов определена категорией автовокзала, поэтому наибольшая часть рейсов автобусов это маршруты дальнего следования.
Географическое и территориальное расположение во Львове и удобная транспортная развязка дает возможность быстро и беспрепятственно добраться в любой район города на нескольких видах транспорта.